# Губанов, Сергей Леонидович
Серге́й Леони́дович Губа́нов (укр. Сергій Леонідович Губанов; 21 июня 1975, Кадиевка — 20 мая 2020, около села Трёхизбенка) — полковник полиции Украины, командир батальона патрульной службы полиции особого назначения «Луганск-1» Главного управления Национальной полиции по Луганской области. Герой Украины (2020, посмертно).

## Биография
Родился 21 июня 1975 года в городе Кадиевка в Ворошиловградской (ныне Луганской) области. Окончил Донецкий институт внутренних дел (1999) и Национальную академию внутренних дел (2004). Проживал в Северодонецке, воинскую службу прошёл в 95-й отдельной аэромобильной бригаде.
С 1995 года — сотрудник милиции, начинал работу как оперативник уголовного розыска Стахановского городского отделения милиции, в начале 2014 года был начальником Ленинского районного отделения милиции г. Луганск. Во время протестов весны 2014 года был захвачен в плен протестующими, позже освобождён. Участник войны на востоке Украины в составе подразделений Национальной полиции, участвовал в боях за Лисичанск, Северодонецк и Рубежное. По некоторым утверждениям, родители Сергея порвали с ним связь из-за его политических убеждений. С 6 ноября 2015 года занимал должность командира батальона патрульной службы полиции особого назначения «Луганск-1», нёсшего службу на линии разграничения.
20 мая 2020 года в 21:30 в районе села Трёхизбенка Новоайдарского района Губанов и ещё трое бойцов батальона, выполнявшие задание командования штаба Операции объединённых сил, подорвались на растяжке и получили осколочные ранения. От полученных ранений Губанов скончался на месте, остальные трое бойцов были госпитализированы.
По факту гибели Губанова было возбуждено уголовное дело.
Прощание состоялось 22 мая 2020 года в Северодонецке.

## Награды
- Звание «Герой Украины» и орден «Золотая Звезда» (21 мая 2020, посмертно) — за личное мужество, проявленное при защите государственного суверенитета и территориальной целостности Украины, самоотверженную службу украинскому народу[8][9]
- Орден Богдана Хмельницкого III степени (3 августа 2016) — за личное мужество, проявленное во время исполнения служебного долга, весомый вклад в борьбу против преступности, высокий профессионализм и по случаю Дня Национальной полиции Украины[10]
- другие медали

## Память
В память о Сергее Губанове в Северодонецке был назван сквер в центре города.  